# Kastrí (ort i Grekland, Epirus, Thesprotia)
Kastrí är en ort i Grekland.   Den ligger i prefekturen Thesprotia och regionen Epirus, i den västra delen av landet, 300 km nordväst om huvudstaden Aten. Kastrí ligger 190 meter över havet och antalet invånare är 690.
Terrängen runt Kastrí är kuperad österut, men västerut är den platt. Terrängen runt Kastrí sluttar västerut.Runt Kastrí är det glesbefolkat, med 16 invånare per kvadratkilometer. Närmaste större samhälle är Igoumenitsa, 5,5 km söder om Kastrí. 